# 有明橋
有明橋（ありあけばし）は有明西運河をまたぎ東京都江東区有明と青海を結ぶ橋である。全長201.6メートル。

## 概要
同運河をまたぐのぞみ橋、新都橋、青海橋、夢の大橋、あけみ橋と平行するように架かる。
車道は湾岸道路の南方向への一方通行で、北側には歩道は無い。

## アクセス
- ゆりかもめお台場海浜公園駅から徒歩4分。
- りんかい線東京テレポート駅から徒歩3分。

## 周辺施設
- 東京都水の科学館
- 水の広場公園
- 東京臨海副都心
- 武蔵野大学有明キャンパス